# Casi ángeles
Casi ángeles é uma telenovela argentina infanto-juvenil, produzida pela produtora Cris Morena e RGB Entertainment, transmitida originalmente pelo canal argentino Telefe entre 21 de março de 2007 e 5 de outubro de 2010.
A trama foi idealizada por Cris Morena, Gabriela Fiore e Leandro Calderone.
Foi protagonizada por Emilia Attias, Nicolas Vázquez, Mariano Torre, Peter Lanzani, Lali Espósito, María Eugenia Suárez, Nicolás Riera e Gastón Dalmau.

## Temporadas
| Temporada | Temporada | Episódios           | Episódios | Transmissão          | Transmissão            |
| Temporada | Temporada | Episódios           | Episódios | Estreia              | Final                  |
| --------- | --------- | ------------------- | --------- | -------------------- | ---------------------- |
|           | 1         | 166                 | 166       | 21 de março de 2007  | 15 de novembro de 2007 |
|           | 2         | 160                 | 160       | 3 de abril de 2008   | 1 de dezembro de 2008  |
|           | 3         | 140                 | 140       | 20 de abril de 2009  | 3 de dezembro de 2009  |
|           | 4         | 41                  | 113       | 5 de abril de 2010   | 7 de junho de 2010     |
| 72        | 4         | 28 de junho de 2010 | 113       | 5 de outubro de 2010 |                        |

## Sinopse

### Primeira temporada (2007)

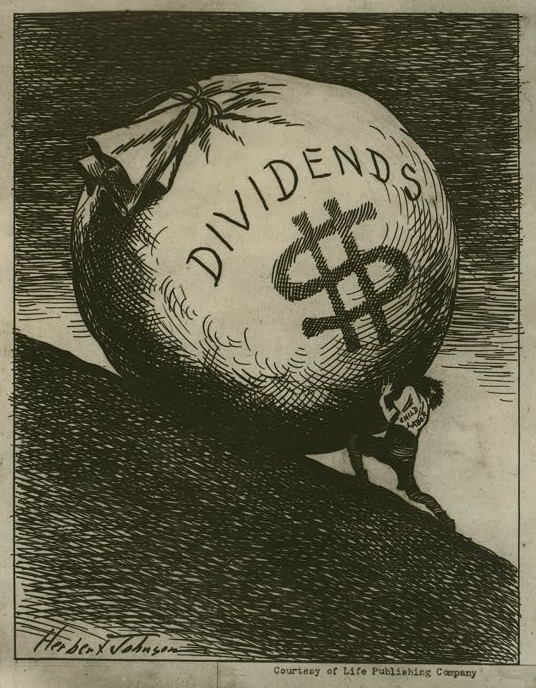
Exploração infantil é o tema principal desta temporada.

Esta temporada conta a história de órfãos, chamados; Juan Tato Morales (Nicolás Riera), Marianella Mar Rinaldi (Mariana Espósito), Lleca (Stéfano de Gregorio), Ramiro Rama Ordoñes (Gastón Dalmau) e sua irmã Alelí (Guadalupe Antón), que vivem num lugar chamado Fundação B. B, onde são explorados por Bartolome Bedoya Agüero (Alejo García Pintos), o diretor da instituição, e por sua escudeira fiel Justina Garcia (Julia Calvo), obrigando-os a trabalhar numa fábrica de bonecas falsas e a roubar. Apesar disto, estas crianças preferiam viver sob estas condições, já que pelo menos tinham um teto e comida. Depois de uma excursão em busca dos rastros da misteriosa ilha de Eudamón, o arqueólogo Nícolas Bauer (Nicolás Vázquez) volta para casar-se com Malvina Bedoya Agüero (Gimena Accardi), irmã mais nova de Bartô, que por mais que vivesse neste lugar, ignorava o que acontecia com as crianças. Nico também foi acompanhado por seu filho Cristóbal (Tomás Ross) e seu "parceiro" Mogli (Gerardo Chendo), um membro de uma tribo indígena que teve sua vida salva por Nico, então ele deve a sua vida ao arqueólogo. Bartô enviou no mesmo dia os garotos para roubar um circo que estava por perto, o Circo Mágico, onde Cielo Mágico (Emilia Attias), a acrobata do circo, os ajuda a escapar sem serem descobertos, com a condição de que não voltem a roubar. Cielo, abandonando o circo, arranja um emprego de empregada doméstica na casa. Além disso, o filho de Bartô, Thiago (Juan Pedro Lanzani), chega na casa, recusando-se a voltar para Londres para terminar o ensino médio lá. Ao longo do tempo, novas crianças chegam na casa; Jasmin Romero (María Eugenia Suarez), uma cigana que morava na casa e volta, e Mateo (Nazareno Antón), que depois de roubar Justina é levado à instituição. Além dos garotos da casa, Justina tem uma filha chamada Luz (Florencia Cagnasso), que, ironicamente, está escondida num porão. A menina é filha dos ex-proprietários da casa e Justina se comporta com ela como uma mãe de verdade. Assim, através destes personagens, acontecem conflitos amorosos, enquanto Cielo descobre ser Angeles Inchausti, a filha dos antigos donos do lugar e dona do mesmo. Nico continua com a busca por Eudamón, enquanto se apaixona por Cielo e é correspondido. Para superar a dor e o sofrimento, a bailarina resolve ensinar música e dança para os jovens Mar, Thiago, Rama, Jasmin e Tacho. Sendo assim, é formado o grupo musical Teen Angels. Os conflitos adolescentes também estão presentes na história, com o romance de Mar e Thiago, atrapalhado pela condição social e pelas ameaças de Bartolomé. Já Tacho disputa o coração da doce Jasmin com o mimado Nacho (Agustín Sierra). No último capítulo, Cielo é absorvida pelo relógio e transportada para Eudamon.

### Segunda temporada (2008)
Logo depois de ser absorvida pela energia do relógio, Cielo (Emilia Attias) conhece Tic-Tac (Peto Menahem), o guardião, quem lhe explicará que não poderá manter contacto com os do outro plano. Enquanto isso, Nicolas (Nicolás Vázquez) e Lleca (Stéfano de Gregorio), na floresta, procuram por Cristóbal (Tomás Ross) e Malvina (Gimena Accardi) (grávida de Nico e a ponto de dar à luz). Na busca, Nicolas encontra um velho amigo, Salvador (Nicolás Pauls), quem ajudará no parto e os levará para o hospital depois do nascimento da bebê, Esperanza Bauer. Os garotos, que estarão aos cuidados de Nicolas são enviados a um acampamento de férias organizado pelo Colégio Rockland, onde os garotos começaram a estudar no ano letivo seguinte, exceto Lleca. Alelí (Guadalupe Antón), Monito (Nazareno Antón) e Luz (Florencia Cagnasso) que ficaram aos cuidados de Felicitas (Julia Calvo), a prima boa (e idêntica fisicamente) de Justina (Julia Calvo) que trabalha no Hogar Mágico, que está sendo reformado e ao mesmo tempo observado por espiões, esperam que Cielo volte. Francis (Alberto Suárez) é um dos investigadores do relógio, que na verdade é membro da Corporação Cruz (CC), dirigida pelo terrível Juan Cruz. Esta corporação trocará Feli por Tina, que está presa, para ter alguém dentro da mansão do seu lado. Com a vilã dentro do Hogar Magico como informante e fazendo-se passar pela prima, os problemas só aumentam. No acampamento de verão, durante a crise de namoro de Mar (Mariana Espósito) e Thiago (Juan Pedro Lanzani), a garota conhece o romântico Simon (Pablo Martínez), sem saber que ele é o melhor amigo de Thiago. Encantado por Mar, Simon vê sua amizade com o rapaz por um fio, e os dois passam a disputar o coração da menina, em meio ao surgimento de Melody (María Del Cerro) ao Colégio Rockland. Fútil e interesseira, Melody tenta a todo custo destruir o relacionamento de Mar e Thiago, por quem é apaixonada, contando com o apoio de sua melhor amiga, Tefy (Candela Vetrano), meia-irmã de Mar. Ao Hogar Magico, chegam novos jovens, o que provoca novos conflitos, romances e aventuras. Entre eles: Luca (Victorio D'Alessandro), informante da Corporação CC, Caridad (Daniela Aita), uma ingênua e simples caipira, Valéria (Rocío Igarzábal), uma menina rebelde que desperta a paixão de Rama (Gastón Dalmau), e Jero Neto (Alan Soria), melhor amigo de Nacho (Agustín Sierra) e tão mimado e superficial quanto ele. Enquanto Tacho (Nicolas Riera) luta "literalmente" (já que passa a praticar um desporto clandestino e torna-se no Angel Rojo) para não perder Jasmin (Maria Eugenia Suarez) contra Matt (David Chocarro) - instrutor do Colégio Rockland -, Cielo consegue voltar para o plano real, após adquirir o conhecimento supremo em Eudamon... porém sem memória. Perseguida pelos agentes da Corporação CC, Cielo recebe a ajuda de Salvador, que imediatamente se apaixona por ela e passa a ajudá-la. Já Nico passa a ser assediado pela médica Franka (Manuela Pal), uma das agentes secretas da CC e superior de Luca e Justina. Fazendo-se passar por boa moça, Franka desperta a desconfiança de Malvina, enquanto Nico investiga o desaparecimento de Cielo e os misteriosos agentes que seguem rondando o Hogar Magico. Os jovens Simon, Tefy, Nacho e Melody criam a banda Man, que se torna rival dos Teen Angels. Logo em seguida, entra na Man, Valéria, o que deixa não só Mar e Jasmin, suas melhores amigas, tristes, como seu namorado Rama, por serem os três dos Teen Angels.

### Terceira temporada (2009)
Depois de abrir o Livro dos Sete Cadeados e desaparecer, os garotos da Man, Teen Angels, Lleca (Stéfano de Gregorio), Justina (Julia Calvo) (agora arrependida de suas crueldades), Luca (Victorio D'Alessandro) e Caridad (Daniela Aita) reaparecem misteriosamente distribuídos por diferentes pontos cardeais. Nenhum entende o que aconteceu, mas não têm muito tempo para pensar, já que por diferentes razões encontram-se em situações de perigo das quais deverão escapar para poder seguir com vida, mas acabam reunidos outra vez. É quando finalmente conseguem voltar para casa, com a ajuda de uma jovem personagem enigmática e que lembrava alguém muito conhecida por eles. Ao chegar em casa, encontraram-se com três detalhes: Um: o Hogar Magico transformou-se numa das Residências do Colégio Mandalay, dirigido por Camilo Estrella (Mariano Torre), filho de Juan Cruz, chefe da Corporação CC e meio-irmão de Thiago (Juan Pedro Lanzani). O que antes era o Colégio Rockland, agora é o colégio de um grande Campus. Dois: não se passaram dias, mas anos, pois viajaram para 22 anos no futuro e chegaram em 2030. Três: a personagem enigmática que serviu de guia na volta para casa é sua sobrinha, Esperanza (Jimena Barón) e quem os recebeu de volta é uma pessoa que eles nem viram nascer: Paz (Emilia Attias), a filha de Cielo e Nico, que acolhe os garotos e tem um espírito mais guerreiro e sonhador, mas nem por isso deixa de se apaixonar. Paz se envolve num quadrado amoroso entre Camilo, o seu ex-namorado Theo Gorki (Benjamin Amadeo), inimigo de Camilo e líder do grupo Céu Aberto em defesa do meio ambiente e Ariel (Romina Yan), a ex-namorada de Camilo, que procura sua filha perdida. Do lado romântico e teen da história, o relacionamento de Thiago e Mar (Mariana Espósito) dessa vez encontra como inimigos Luna (Paula Reca) e Pedro (Maxi Reca), apaixonados respectivamente pelo casal. Jasmin (Maria Eugenia Suarez), por sua vez, em suas premonições e suas dúvidas sobre seu romance com Tacho (Nicolas Riera), cria uma personagem: Chapeuzinho Verde, a paixão platônica do Anjo Vermelho. Enquanto isso, Rama (Gastón Dalmau), por conta de um acidente provocado por Luca, acaba perdendo a visão. Sentindo-se culpado pelo desastre, Luca presenteia Rama com uma cadela de estimação, que torna-se a fiel e inseparável amiga do garoto. A relação do rapaz com Valéria (Rocío Igarzábal) acaba sendo afetada quando ela é seduzida pelo professor de Literatura, o misterioso Juan (Lucas Crespi). Rama recebe a amizade e o carinho de sua amiga Kika (Daniela Collini), apaixonada secretamente por ele. Simon (Pablo Martínez), por sua vez, rompe com Melody (María Del Cerro) ao se apaixonar pela psicóloga Sol (Agustina Córdova), amiga de infância de Paz e Esperança. Os jovens acabam recebendo uma grande missão para cumprir: impedir que com a chegada do inverno, seu antigo inimigo João Cruz, mate Paz e assim destrua a paz da humanidade. Surge também a Chefa dos Ministros e comandante da corporação Nova Era Virtual, Emma Valner (Mercedes Funes), uma mulher fria e sem escrúpulos que é até capaz de matar e esconde um segredo. Quando criança era a doce Luz Inchausti, a irmãzinha de Cielo, que fora raptada pela Corporação CC e se tornara alvo de experiências e lhe fora implantado um chip para que não se lembrasse de seu passado e agora quer capturar os adolescentes do Colégio Mandalay para implantar chips neles e separá-los.

### Quarta temporada (2010)
A quarta temporada, chamada de Casi Angeles: A Resistência, começou sendo promovida em webepisódios divulgados no site, durante o período de pré-produção, de Dezembro de 2009 a Março de 2010. A temporada começou a ser gravada a 1 de fevereiro de 2010, tendo uma história mais adulta e focando nos temas abordados na reta final da temporada anterior, como corrupção e liberdade de expressão. A temporada começou a ser exibida em 12 de abril e foi dividida em duas etapas, devido a Copa do Mundo 2010. A primeira etapa terminou em 7 de junho e a segunda começou em 28 de junho.
Baía do Principe, ano 2030. Os novos formandos do Colégio Mandalay já estão prontos para voltar ao seu tempo e seguir a vida nova que aparentemente os espera. Os garotos conseguiram cumprir a sua missão, salvaram a Paz, destruíram o cruel Juan Cruz para sempre e estão vendo TV porque iriam anunciar quem foi o vencedor da "Nova Onda". Mas num segundo tudo se transforma e começam uma série de ataques que geram um grande caos. Mas nós sabemos que Luz Inchausti (Mercedes Funes), agora adulta e com a identidade de Emma Valner a Chefa de Ministros iniciou seu plano "O Príncipe", capturando todos os escolhidos e prendendo-os onde era o Colégio Mandalay, implantando chips e apagando o passado deles e o porquê deles estarem ali. Novas lembranças (na sua maioria falsas) são implantadas nestes jovens, que pensam que seus pais foram mortos pelos "selvagens" do outro lado do muro. Então, eles vivem numa felicidade manipulada e controlada por Luz Inchausti, e estudam no N. E, num mundo aparentemente perfeito e sem problemas. Mar (Mariana Espósito) torna-se uma patricinha fútil e que nutre uma eterna mágoa por Thiago (Juan Pedro Lanzani), crendo que o mesmo assassinou seus pais e nunca fora punido pela lei. Simon (Pablo Martínez) mais uma vez se apaixona por Mar e os dois passam a ter um relacionamento. Também desse lado do muro, vivem Rama (Gastón Dalmau), Lleca (Stéfano de Gregorio) - que nesse ano se apaixona por Alaí (Valentina Zenere), a filha adotiva de Luz, e a filha biológica de Tacho e Jazmin -, Nacho (Agustín Sierra) e Jazmin (Maria Eugenia Suarez). Na Resistência, cuja sede secreta é na selva, o líder Thiago decide, junto aos seus amigos Luca (Victorio D'Alessandro), Tefy (Candela Vetrano), Tacho (Nicolas Riera), Valéria (Rocío Igarzábal) e Melody (María Del Cerro) - grávida de Téo (Benjamin Amadeo), hoje um dos guardas do N.E -, invadir a cidade controlada por Luz e derrotar a Chefa de Ministros, tendo a simples ambição de resgatar seus amigos e levá-los de volta à sua realidade. Thiago sofre muito ao descobrir o namoro de Mar e Simon, não sabendo que ambos estão com chips implantados e sem memória, em meio a invasões, rebeliões e informantes secretos de ambos os lados do muro. Decepcionado, Thiago se envolve com Nina (Belén Chavanne), garota rebelde e filha mais velha de Luz, que é muda e que se mudara para a Resistência para desafiar a mãe e por ser louca de amor por Thiago. Neste lado do muro, ainda há um triângulo amoroso formado por Tefy, Luca e Terra. Esperanza (Jimena Barón), por sua vez, também ficara no N. E, mas é a única que ainda tem suas lembranças ativadas. Valéria ao ser capturada pelo N.E, vira uma francesinha fina, que mexe muito com Simón e continua apaixonada por ele.

## Elenco
| Personagem                                     | Ator / Atriz                 | Temporada    | Temporada    | Temporada    | Temporada    |
| Personagem                                     | Ator / Atriz                 | 1            | 2            | 3            | 4            |
| ---------------------------------------------- | ---------------------------- | ------------ | ------------ | ------------ | ------------ |
| Alai Azeda                                     | Valentina Zenere             |              |              |              | Principal    |
| Alelí Ordoñez                                  | Guadalupe Antón              | Principal    | Principal    | Participação | Participação |
| Alsino                                         | Max Ghione                   |              |              | Principal    |              |
| Ariel                                          | Romina Yan                   |              |              | Principal    |              |
| Bartolomeu/Bartô Bedoya Agüero                 | Alejo García Pintos          | Principal    | Recorrente   | Participação | Participação |
| Berta Bauer                                    | Graciela Pal                 | Recorrente   | Recorrente   |              | Participação |
| Camilo Estrella                                | Mariano Torre                |              |              | Principal    |              |
| Caridad Martina Cuesta Pesoa                   | Daniela Aita                 |              | Principal    | Principal    | Participação |
| Cielo Mágico / Angeles Inchausti               | Emilia Attias                | Principal    | Principal    | Participação | Participação |
| Cristóbal Bauer                                | Tomás Ross                   | Principal    | Principal    |              | Participação |
| Esperanza Hope Bauer                           | Ángela Ragno (versão velha)  | Recorrente   | Recorrente   | Recorrente   | Participação |
| Esperanza Hope Bauer                           | Jimena Barón (versão adulta) |              |              | Principal    | Principal    |
| Franka Mayerhold                               | Manuela Pal                  | Participação | Principal    |              | Participação |
| Gonzalo                                        | Cristian Belgrano            |              |              |              | Recorrente   |
| Ignacio (Nacho) Pérez Alzamendi                | Agustín Sierra               | Principal    | Principal    | Principal    | Principal    |
| Ignacio (Nacho) Nerdinho Pérez Alzamendi (Jr.) | Agustín Sierra               |              |              | Recorrente   | Participação |
| Ingrid                                         | Martina Quesada              |              |              |              | Recorrente   |
| Jaime                                          | Jaime Dominguez              |              |              | Principal    | Participação |
| Jasper                                         | Juan Carlos Galvan           | Principal    |              |              |              |
| Jazmín "Jaz" Romero                            | María Eugenia Suarez         | Principal    | Principal    | Principal    | Principal    |
| Jerônimo /Neto/ Vanstrate                      | Alan Soria                   |              | Principal    |              |              |
| Jhonny                                         | Julian Rubino                |              |              |              | Principal    |
| Juan Cruz                                      | Mariano Torre                |              | Principal    | Principal    |              |
| Juan Dalmasio                                  | Lucas Crespi                 |              |              | Principal    |              |
| Juan Tacho Morales                             | Nicolás Riera                | Principal    | Principal    | Principal    | Principal    |
| Justina Merarda García                         | Julia Calvo                  | Principal    | Principal    | Principal    | Participação |
| Felicidad Garcia                               | Julia Calvo                  | Recorrente   | Recorrente   | Participação |              |
| Francisca Kika Zanata                          | Daniela Collini              |              |              | Principal    | Principal    |
| Léon "Lleca" Benítez                           | Stéfano de Gregorio          | Principal    | Principal    | Principal    | Principal    |
| Luca Franchini                                 | Victorio D'Alessandro        |              | Principal    | Principal    | Principal    |
| Luna                                           | Paula Reca                   |              |              | Principal    |              |
| Luz Inchausti (versão infantil)                | Florencia Cagnasso           | Principal    | Principal    | Participação | Participação |
| Emma Valner/Luz Inchausti (versão adulta)      | Mercedes Funes               |              |              | Principal    | Principal    |
| Malvina Bedoya Agüero                          | Gimena Accardi               | Principal    | Principal    |              | Participação |
| Marianella Mar Rinaldi                         | Mariana "Lali" Espósito      | Principal    | Principal    | Principal    | Principal    |
| Marcos Ibalucia                                | Lucas Ferraro                | Principal    |              |              |              |
| Mateo "Monito" Bauer                           | Nazareno Antón               | Principal    | Principal    |              | Participação |
| Julián Lobo                                    | Alfonso Burgos               |              |              |              | Recorrente   |
| Matt                                           | David Chocarro               |              | Principal    |              |              |
| Melody Paz                                     | Maria Del Cerro              |              | Principal    | Principal    | Principal    |
| Mogli                                          | Gerardo Chendo               | Principal    | Participação |              | Participação |
| Nicolás Bauer                                  | Nicolás Vázquez              | Principal    | Principal    |              | Participação |
| Nina                                           | Belén Chavanne               |              |              |              | Principal    |
| Paloma                                         | Milagros Arricar             |              |              |              | Recorrente   |
| Paz Bauer                                      | Emilia Attias                |              |              | Principal    | Participação |
| Pedro                                          | Maxi Reca                    |              |              | Principal    |              |
| Ramiro Rama Ordóñez                            | Gaston Dalmau                | Principal    | Principal    | Principal    | Principal    |
| Renée                                          | Lucrecia Oviedo              |              |              |              | Principal    |
| Salvador Quiroga Harms                         | Nicolás Pauls                |              | Principal    |              |              |
| Sebastián Torito Cura                          | Sebastián Cura               |              |              | Principal    | Principal    |
| Simón Arrechavaleta Rodríguez                  | Pablo Martínez               |              | Principal    | Principal    | Principal    |
| Sol                                            | Agustina Córdova             |              |              | Principal    |              |
| Stefanía "Tefi" Elordi                         | Candela Vetrano              | Recorrente   | Principal    | Principal    | Principal    |
| Teodoro "Teo" Gorki                            | Benjamín Amadeo              |              |              | Principal    | Principal    |
| Terra                                          | Belén Persello               |              |              |              | Recorrente   |
| Thiago Bedoya Aguero                           | Juan Pedro Lanzani           | Principal    | Principal    | Principal    | Principal    |
| Uma                                            | Soledad Zamarbide            |              |              |              | Recorrente   |
| Valentina Vega/Solita Vega                     | Agustina Prinsic             |              |              |              | Recorrente   |
| Valeria "Vale" Gutiérrez Tisera                | Rocío Igarzábal              |              | Principal    | Principal    | Principal    |

### Participações especiais
| Personagem                     | Ator               |
| ------------------------------ | ------------------ |
| Alex                           |                    |
| Jasper                         | Juan Carlos Galván |
| Brenda Azucar                  | Luz Cipriota       |
| Dolores                        | Laura Anders       |
| Bárbara                        | Juana Dubarry      |
| Malala Torres Oviedo           | Stefani            |
| Lúcia Pérez Arsamendi          | Bárbara Nepal      |
| Dora Aguirre                   | Cláudia Lapacó     |
| Francisco Arrechavaleta        | Aldo               |
| Juliette                       | Calu Rivero        |
| Francis                        | Alberto Suárez     |
| Marcos Ibarlucía / James Jones | Lucas Ferraro      |
| Carla Kosozky                  | Lucrecia Blanco    |
| Ramón Bueno                    | Gustavo Bunligli   |
| Ciro                           | Mauricio Navarro   |
| Ornella                        | Celina Fontes      |
| Charles/Charly                 | David Masajnik     |
| Ardilla / Josefina             | Camila Riveros     |
| Lola                           | Giselle Bonafino   |
| Lúcia                          | Barbara Nepal      |
| Benjamín Rojas                 | Benjamín Rojas     |
| Martina Pérez Alzamendi        | Camila Martani     |
| Evaristo Gorki                 | Leandro Coccaro    |
| José                           | Facundo Estevez    |
| Maia                           | Maria Harvey       |
| Pamela Vanstrate               | Florencia Miller   |
| Maxi                           | Gastón Vietto      |
| Dr. Kant                       | Ezequiel Rodrigues |
| René                           | Lucrecia Oviedo    |
| Marco                          | Lucero Nava        |
| Matias "Lobo" Falcom           | Alfonso Burgos     |
| Professor                      | Jorge Suaréz       |
| Pablo "Isla" Negra             | Augusto Schuster   |

## Personagens

### Primeira temporada
- Ángeles Inchausti / Cielo Mágico: Filha de Alba e Carlos Maria Inchausti, é irmã de Luz. Quando tinha 10 anos, Bartolome e Justina abandonaram-na numa floresta e desde então foi criada num circo. Cielo chega ao orfanato para trabalhar como empregada doméstica e, aos poucos, vai lembrando-se do seu passado. Ela também percebe que Bartolome e Justina, donos do orfanato, aproveitam-se das crianças e jovens para fazê-los trabalhar e roubar. Por isso, é ameaçada pelos dois para que não diga nada sobre os abusos. Cielo, na verdade, será a grande chance das crianças, um caminho para elas voltarem a viver e a sonhar. Ela formará uma banda com outros adolescentes: Mar, Jasmin, Tacho, Thiago e Rama. Eles são os “Teen Angels”.
- Nicolás Bauer: Filho de Berta e Luis Bauer, é meio-irmão de Marcos Ibarlucía e pai de Cristóbal – fruto de seu primeiro casamento, com Carla. Nicolas Bauer é um jovem arqueólogo que vai para o orfanato para selar seu noivado com a bela Malvina Bedoya Agüero – irmã de Bartolome. Ela não é tão malvada como o irmão, mas às vezes pode ser bastante cruel. Na mansão, ele vai se apaixonar pela doce e sonhadora Cielo e vai envolver toda a turminha em suas investigações arqueológicas em busca da Ilha de Eudamon.
- Marianella Rinaldi: Mar tem 15 anos. Foi abandonada pela mãe quando era um bebê na porta de uma igreja. O padre a batizou com o nome de Marianella e, com a morte dele, foi enviada para um orfanato, de onde logo fugiu. Passou sua infância nas ruas, é uma menina 'boca-suja' e mal-humorada. Tem força excepcional, mas é muito desajeitada com as mãos e, acidentalmente, quebra tudo. Num clube de um bairro, ela descobriu o boxe, que se tornou na sua paixão. Seu único bem pessoal é apenas uma pequena mala, da qual nunca se separa. Não tem muita atitude feminina, ela odeia arrumar-se e maquilhar-se.
- Thiago Bedoya Agüero: Thiago tem 16 anos. É filho único do cruel e inescrupuloso Bartolome, atual dono do orfanato. Durante vários anos, viveu em Londres, onde desenvolveu vários conhecimentos em cultura. Seu pai mandou-o para lá não apenas para estudar, mas para mantê-lo longe dos seus negócios corruptos. Muito bonito e bom aluno, Thiago é apaixonado por música e por desporto. Naturalmente líder, é o tipo de garoto que não tem medo de nada. A única coisa que tira Thiago do sério é Mar. Mesmo apaixonados, eles terão um namoro bem tumultuado.
- Ramiro Ordoñez: Irmão de Alelí, Rama tem 16 anos. É superprotetor e dá a vida pela pequena. Separados por vários anos de sua mãe, que os deixou para ir trabalhar no exterior e nunca mais voltou, Rama e Alelí foram parar na rua e acabaram acolhidos por Justina. Rama sabe ler e escrever muito bem. Aprendeu o básico com sua mãe. Na época em que vivia na rua, ele separava e guardava os livros que encontrava. Assim, de forma auto-didática, aprendeu a ler. Ele é extremamente inteligente, privilegiado. Mas isso não é algo valorizado no seu mundo, e ele acaba por esconder essa característica.
- Jazmin Romero: Jazmin tem 15 anos. Ela é uma jovem cigana que tenta manter os costumes do seu povo. Com memórias muito marcantes da sua cultura, ela sabe cantar e dançar muito bem. Ela sobrevive por meio da leitura das mãos de outras pessoas. Muitas vezes vê o futuro e faz previsões que realmente acontecem. Mas, pressionada pelos vilões que comandam o orfanato, também acaba usando as mãos para roubar. Na solidão da noite, Jazmin adora contar aos amigos as histórias da sua família e da sua comunidade.
- Juan "Tacho" Morales: Tacho tem 16 anos. Foi criado na rua, em frente à porta de um teatro. Com o grande sonho de se tornar um ator, ele capricha no uso de gírias e de palavras específicas do mundo teatral. Do grupo, foi o que mais tempo viveu sozinho nas ruas antes de se tornar um Teen Angel. De personalidade excêntrica, ele sempre tenta vestir-se de acordo com o personagem que interpreta. No seu figurino não faltam calças com muitos bolsos que ele usa para guardar coisas pessoais e também os roubos que é obrigado a fazer pelos vilões do orfanato.
- Bartolome Bedoya Agüero: Dono do orfanato, é manipulador e desonesto. Para custear sua boa vida, não tem escrúpulos de explorar as crianças. Irmão de Malvina, Bartolome é pai adotivo de Thiago.
- Justina Merarda Garcia: Governanta da mansão onde funciona o orfanato, Justina tem um comportamento sinistro e guarda muitos segredos. Extremamente severa, é capaz de fazer de tudo para seu benefício e de Bartolome, por quem é apaixonada.
- Alelí Ordoñez: Tem 8 anos. A irmã caçula de Rama é uma garotinha ingênua, doce e sensível. Embora pareça tão pequena, indefesa e até frágil, é muito madura em certas situações. Romântica como o irmão, adora bonecas e contos de fadas.
- Cristóbal Bauer: Filho de Nicolas, é uma criança de 6 anos muito inteligente e esperta. Especializa-se em arqueologia, sempre ajudando o seu pai nalguma pesquisa. Também fabrica instrumentos, objetos e máquinas. É amigo inseparável de Monito e Alelí, e namorado de Luz.
- Luz Inchausti: Luz viveu grande parte da vida no porão da mansão sem saber a verdade sobre a sua família. Ela e uma doce menina de 10 que descobre ser a irmã de Cielo e que foram separadas quando a mãe morreu. Aos poucos consegue acostumar-se com o mundo exterior, e torna-se amiga de Lleca, Alelí, Mateo e namoraa de Cristóbal.
- Mateo "Monito": É o comilão da turma, tem 7 anos. Nascido de uma família humilde, foi dado a outra pessoa para que pudesse ter uma vida melhor. Porém, acabou na rua, onde cresceu ao lado de um mendigo até que suas habilidades por roubo fossem “adotadas” por Justina.
- Lleca: Tem 13 anos. Nunca conheceu nenhum membro da sua família e não sabe o seu nome original. Por isso, chamam-no de muitos apelidos, sendo Lleca o que mais gosta (Em espanhol, o apelido lleca se refere a palavra "calle" de trás pra frente, cujo significado ao pé da letra quer dizer "rua"). É um garoto alegre e bastante apegado a Nicolás, que quer sempre mostrar que não é mais uma criança.
- Marcos Ibarlucia: Apesar de vir de uma família aristocrática espanhola, é um ambicioso contrabandista de antiguidades. Ao contrário de seu meio-irmão Nicolas, é egoísta, insensível e interesseiro.
- Malvina Bedoya Agüero: Fútil e tola, a irmã de Bartolome não é exatamente vilã, mas sabe usar golpes baixos para conseguir o que quer. É noiva de Nicolas, a quem surpreende com sua beleza. Gosta de misturar palavras em inglês nas conversas.

### Segunda temporada
- Ángeles Inchausti/Cielo Mágico: No final da primeira temporada, Cielo é sequestrada por Bartô no dia do seu casamento com Nico. Quando está prestes a levar um tiro do vilão, Cielo é protegida pelo misterioso relógio da mansão, que a aprisiona e a leva para Eudamon, no plano espiritual. Lá, ela conhece o guardião Tic-Tac, e após encontrar o mensageiro, adquire conhecimento supremo e volta ao plano real (sem memoria), onde passa a ser perseguida pela Corporação CC. Desesperada, Cielo recebe a ajuda de Salvador, que se apaixona por ela. Cielo descobre que tem poderes especiais durante sua volta de Eudamon: descobre poder flutuar, ver a essência das pessoas, audição aguçada, super força, controlo do tempo-espaço (pode se teletransportar, para o tempo e deixa o tempo mais lento movendo-se super rápido), etc. Descobre que é um anjo de Eudamon.
- Nicolas Bauer : Depois que Cielo desaparece, Nicolas assume a direção do Hogar Magico e passa a ser o responsável pelas crianças e adolescentes. Embora amoroso, é rígido quando necessário. Sofrendo muito a ausência de Cielo, Nico ainda tem que viajar para a Amazônia, atrás de Cristóbal e Malvina (esperando um filho seu), que desaparecem na selva após um acidente de avião. Nico passa a ser alvo das investidas da misteriosa Franka.
- Juan Cruz: Pai de Thiago, meio-irmão de Bartô e Malvina e chefe de Franka e Charly, é o líder da Corporação CC. Já foi para Eudamon quando era bom, mas tornou-se num anjo mau, por isso quando seu corpo morre, sua alma sai e toma controlo de outro corpo. Tem mais poderes que Cielo por já ter ido a Eudamon há mais tempo; por isso cria ilusões, portanto é o homem das mil caras (ele desenvolve mais os seus poderes). Quando não consegue tomar conta do corpo de Thiago, decide matá-lo.
- Marianella Talarico Rinaldi : Agora com 16 anos, torna-se estudante do Colégio Rockland, e separada de Thiago, conhece Simon, um jovem rico, gentil e bonito, que estuda na mesma escola. Simon apaixona-se por Mar, que ainda não esqueceu Thiago. Após um mal-entendido, Simon confunde Mar com sua irmã, sem saber que ela é a ex-namorada do seu melhor amigo, Thiago. Quando tudo é esclarecido, Mar fica dividida entre Thiago e Simon. Descobre que é filha de Terremoto seu professor de boxe.
- Thiago Bedoya Agüero: Tem 17 anos. Após terminar o namoro com Mar, Thiago reencontra um antigo amigo, Simon, que se apaixona por sua ex, deixando-o confuso. Para complicar a situação, reaparece Melody, uma perua com quem já teve um relacionamento e que está disposta a reatar o romance. Conhece sua mãe Kendra, que foi afastada dele por Bartô; descobre que seu pai biológico é Juan Cruz, o chefe da CC, meio-irmão de Malvina e Bartô; o que o deixa transtornado fazendo com que passe para o lado da CC. Depois de sair da CC, Thiago conhece a sua avó, que mora na igreja onde há um portal (relógio) que o leva para Eudamon para conhecer o Escriba, o homem que escreve o destino de todos.
- Ramiro Ordoñez: Antes romântico e sonhador, Rama, agora com 16 anos, torna-se um garoto mais rebelde depois que conhece Valéria, uma menina que ele livra de ser transferida para um temido reformatório. Como Valéria é cabeça-dura, Rama tem que bancar o durão diante dela para poder conquistá-la.
- Jazmin Romero: Tem 16 anos. Alegando que Tacho é imaturo e infantil, Jasmin termina o namoro com ele e se interessa por Matt, salva-vidas do acampamento de férias do Colégio Rockland. Os dois se beijam, e tempos depois se reencontram e Jasmin fica frustrada quando descobre que Matt é um mulherengo que nunca quis um compromisso sério com ela.
- Juan Morales: Tem 16 anos. Após descobrir que Matt está usando Jasmin, Tacho passa a lutar, literalmente, para reconquistá-la. Ele torna-se o 'Angel Rojo', lutador misterioso de luta livre que enlouquece Jasmin de paixão. Tacho ainda fará de tudo para que os Teen Angels voltem a cantar.
- Valéria Gutierrez: Não conhece muito da sua família, tem 15 anos. Sabe que sua mãe deu à luz muito nova e deu-a a uma família adotiva cuidar. Seus pais adotivos não podiam ter filhos e a criaram com todo o amor e carinho como se fossem seus pais verdadeiros; Mas seu padrasto não ajustou sua adoção às normas legais, então acabou passando por diversos lugares e reformatórios. Não existe nada que a irrite mais que a injustiça. Vive um romance contraditório com Rama, embora já tenha um namorado: Gabi, um ladrão, que está preso.
- Malvina Bedoya Agüero: No início da segunda temporada, dá à luz sua filha com Nico, Esperanza. Continua apaixonada pelo arqueólogo, mas ele a rejeita por estar interessado em Franca. Malvina é a primeira a desconfiar que a médica não é flor que se cheire e passar a lutar para desmascará-la.
- Márcio Perez Alzamendi: Tem 17 anos, filho único de uma família rica, é o típico malcriado da classe alta que se acha o dono do mundo. Criado entre os empregados da família, nunca teve alguém para lhe botar limites. Ama desafios e por isso insiste até a exaustão quando deseja conquistar uma garota que não o quer, mas tudo vai mudar quando Márcio conhecer a doce Caridad.
- Stefania Elordi: Tem 16 anos, é meia-irmã de Marianella. Stefy e uma garota mimada, odiosa, rancorosa, de nariz empinado e bastante mal educada. Por isso sempre está sozinha. Sua única amiga é Melody, uma modelo fashion e high society.
- Simon Arechavaleta: Tem 17 anos, veio de uma família acomodada. Sua influência foi a de um típico jovem da alta sociedade. Estudou em colégios particulares bilingües, nos tempos livres, se dedicava a esportes como Polo e Rugby no clube. Melhor amigo de Thiago, se apaixona por Mar.
- Caridad Martina Costa: Vem de uma família do interior que se ocupou toda a vida em um dos campos da família Inchausti. Filha única muito apegada a sua mãe, ajuda ela desde muito pequena na cozinha e na arte da costura com grande talento, tem 16 anos. Se apaixona por Márcio e sofre muito em suas mãos.
- Melody Paz: É uma aluna muito aplicada de 16 anos, a melhor de sua classe. É de uma beleza angelical. É superficial e narcisista. A perfeição para ela está acima de qualquer outra coisa. Melhor amiga de Stefy, é a rival de Mar e ama Thiago. Melody esconde um segredo: é filha da empregada doméstica dos milionários que ela mente ser seus supostos pais.
- Luca Franchini: Trabalhando na rua, sem família, era sempre um jovem muito reservado. Apesar das atrocidades em que foi vítima, nunca deixou de lutar. Escreve e lê perfeitamente, tem uma capacidade de analisar e dedusir incrível. Foi contratado por Franca para se infiltrar na Casa Mágica como espião da Corporação CC.
- Jerônimo Neto Jr: É estudante do Rockland. Não tem muita afinidade com os garotos da Casa Mágica, mas também é um pouco excluído pelo seus amigos do Rockland. Chantageia Melody quando fica sabendo que seus pais não são os embaixadores, mas sim que sua mãe é a empregada.
- Matt: É o professor de surf no acampamento do Rockland, logo depois se torna professor de ginástica. Se apaixona por Jasmim, mas logo começa a usá-la como um jogo, pelo qual os dois brigam muito.
- Franca Mayerhold: Criada em uma família alemã. A educação que recebeu foi muito rígida. Sua família lhe proporcionou todas as comodidades típicas da classe média alta. Cumpria rigorosamente com todas as suas atividades: Dança, piano, arte e idiomas (Inglês e Alemão). Não admite erros. É fria e calculista.
- Salvador Quiroga Harms:  Todos o adoram. É solidário e extremamente divertido. Esquecido, distraído e um tanto quanto desajeitado, principalmente com as mulheres. É um homem tímido e muito verdadeiro.
- Justina Medarda Garcia: No início da história, está na cadeia, quando Franka a troca de lugar com sua prima idêntica, Felicidade. Se fazendo passar pela prima 'boazinha', Justina volta para a Casa Mágica, na esperança de rever sua amada filha adotiva Liz, como espiã da Corporação CC e passando todas as informações necessárias para Franka em troca de sua liberdade. Muda de personalidade completamente devido a influência do portal e passa a ser igual a Felicidade (sua prima). Junto dela, Bartô, Gabi e Luca mudam de personalidade.
- Felicidade Garcia/: Prima de Justina, é idêntica a ela fisicamente, porém tem uma personalidade oposta: é boazinha, alegre, agradável que adora as crianças. No início da história, trabalha como governanta da Casa Mágica, mas uma armação da Corporação CC a faz trocar de lugar com sua prima, que está na prisão.
- Cristiano Bauer: Filho biológico de Nicolas, foi uma peça importante para o nascimento da irmã Esperança quando ele e Malvina ficaram perdidos na Amazônia. Quando volta para a Casa Mágica, é um menino tranquilo, mas um pouco mais rebelde.
- Liz Inchausti: No começo da segunda temporada, Liz fica triste pelo sumiço de Cielo e por Justina que estava presa. Às vezes maltrata Aleli, mas na verdade são como grandes amigas.
- Murilo Bauer Inchausti: Continua o menino comilão de sempre, agora foi adotado por Cielo e Nico. Às vezes sente ciúmes de Cristiano e quer mais atenção dos pais adotivos.
- Aleli Ordonez: a irmãzinha de Rama se torna uma menina mais madura, mas continua ao lado do irmão. É amiga de Liz. Estava escondida no carro de Justina quando ela matou Bueno e vive ameaçada pela vilã se ela revelar para Nico sobre o assassinato.
- Lión Benitez: Nessa temporada, Zeca é desprezado por todos os garotos por ainda ter 14 anos e o tratam como se fosse um dos pequenos. Ele começa a se lembrar da festinha de 2 anos, onde via sua mãe e outra pessoa cantando os parabéns e o mais importante: que o chamavam de Lión.

### Terceira temporada
- Paz Bauer Inchausti: É inquieta, desobediente com espírito maternal e protetor. Ama dançar, cantar e a astronomia. Em baixo do círculo de mándala de vidro, tem um pequeno observatório astronômico, um lugar pequeno, muito íntimo onde ela adora estar. É muito desorganizada e independente. Tem muito carisma. Seu hobby é fazer perfumes. Em seu quarto, tem um pequeno laboratório de perfumes. Para Paz, a cada pessoa corresponde um perfume em particular. É muito sensível aos aromas.
- Camilo Estrella: É intuitivo, humilde, simples e bondoso. Não faz escândalo do que sabe. Tem uma memória incrível. Se da bem com todo mundo, e é muito perceptivo com as pessoas. As mulheres se apaixonam por ele, tem um magnetismo especial. Mas tem a grande habilidade de fazer com que todas as mulheres que o desejam não se sintam rejeitadas, já que termina sendo um grande amigo delas. É um grande narrador de histórias e um grande cozinheiro. Tem uma risada contagiosa. É tentador em situações tensas, e termina contagiando a todos.
- Esperança Bauer: É inquieta e muito desobediente, assim como sua irmã Paz. Tem um humor incrível. Adora colocar um sorriso nos mais amargos dos seres. Herdou o espírito encantador e aventureiro de Nico. É muito apaixonada e muito sensível. Chora com facilidade, por qualquer coisa. Muitas vezes fala entre lágrimas e ninguém entende nada. Muito companheira, sempre tem um ouvido disponível para todos. Como sua mãe Malvina, está sempre maquiada. É fanática, tem um armário cheio de sapatos. É dona de um salão de beleza, está sempre muito bem arrumada. A chamam de Hope. Com Paz, divide a paixão pelo canto e a dança. Quando dança se esquece de tudo e de todos.
- Téo Gorki: É muito inteligente, sensível e ama a poesia. Gosta de cinema e ama o rugby. Tem muita destreza física e uma saúde de ferro. Muito agradável ao falar, é aventureiro, independente e atencioso na hora de discutir. É mais do que valente, às vezes é imprudente.
- Sol Neurosis:  Sol é impulsiva, direta, não tem filtro para dizer o que pensa. Tem um humor ácido. É uma defensora do sexo feminino. Trabalha como locutora de rádio. É muito feminista. Adora mergulhar e navegar no mar. Tem alguns dons derivados da sua profissão. Não acredita no amor. Em seu programa de rádio, coloca muitos temas lentos. Mas no fundo, é muito vulnerável, sensível e insegura. Faz sua própria roupa, orgânica. É uma defensora da amizade.
- Marianella Talarico Rinaldi: Tem o frasco de perfume que pertenceu a Cielo. Quando Cielo lhe deu o objeto, lhe disse: “Dizem que os aromas nos levam diretamente e sem escadas ao passado. Que louco, não?”. É a irmã de Stefy. Mar é especial por ter uma forte intuição, mesmo que não saiba usá-la. João Cruz quer dominar seu poder. Sua missão é salvar Paz. Odeia Luna. Namorou com Pedro e o deixou por Thiago. Sempre esteve apaixonada por Thiago. É a melhor amiga de Jasmim.
- Thiago Bedoya Agüero: Tem a Espada de Madeira que pertenceu a Cielo. Quando ela lhe deu o objeto, disse: “Nunca se esqueça de brincar”. É o filho de João Cruz, por isso é meio-irmão de Camilo e primo de Esperança. É especial por ser O Escolhido, João Cruz quer dominar seu poder. Sua missão é salvar Paz. É também o guardião de Esperança, já que torna-se o responsável de levar todos para casa. Sempre foi apaixonado por Mar.
- Ramiro Ordonez: Tem o bumerangue que pertenceu a Cielo. Quando ela lhe deu o objeto, lhe disse: “Te salvou tantas vezes”. Sua missão é salvar Paz. É especial porque tem uma grande sensibilidade. É capaz de sentir o que os demais sentem, razão pela qual João Cruz quer dominar seu poder. Ficou cego devido a um acidente com a teia. Logo depois, Luca lhe deu uma cadela, já que se sentia culpado pelo incidente. Aos poucos, usa seu dom para recuperar a visão. Rama ama Valéria, mas também gosta de Kika, com quem tem "uma conexão especial".
- Jasmim Romero: Tem a agulha e o novelo de lã que pertenceram a Cielo. Quando ela lhe deu os objetos disse: “Agora que é uma mulher recatada, isto é para você”. Jasmim é especial por ter o terceiro olho, ou seja: tem visiões do futuro. João Cruz quer dominar seu poder, para assim poder romper o círculo que protege Paz. Sua missão é salvar Paz. Está apaixonada por Tato, mas não consegue demonstrar seu amor. Jasmim é 'Chapeuzinho Verde'. É cigana e a melhor amiga de Mar.
- Juan Morales: Tem o Disco de Vinil que pertenceu a Cielo. Quando ela lhe deu o objeto, disse: “Para quando te constrangerem, acorde, que até em uma simples canção pode fazer um sinal”. Sua missão é salvar Paz. É o 'Anjo Vermelho' em algumas ocasiões. É especial porque tem um instinto “animal”. João Cruz quer dominar seu poder, para assim poder romper o círculo que protege Paz. Está apaixonado por Jasmim e Chapeuzinho Verde. Terá uma surpresa quando descobrir que as duas são a mesma pessoa.
- Valéria Gutierrez: Tem a caneta e o tinteiro que pertenceram a Cielo. Quando ela lhe deu os objetos, disse: “Bom, o que é melhor do que dar isso a uma escritora, não?”. Sua missão é salvar Paz. Tudo que ela escreve acontece, já que é sua forma de ver o futuro. Está apaixonada por Rama, mas logo se interessa por Simon.
- Luna:  dona de uma inteligência extraordinária. É muito cuidadosa, tem classe e está organizando o tempo todo. Ama a cultura chinesa, as roupa, a cerimônia do chá, e segue pelo calendário chinês. Tem duas grandes paixões: arco e a espada. Tem tudo planejado, em dias e horas. Canta como os deuses. Tem mais facilidade para falar do que para escutar. Vai se envolver com Thiago. E irmã de Pedro e bisneta de Justina
- Pedro: É muito sensível e muito doce. É independente e muito solidário. Anda com sua mochila e guitarra de um lado para o outro. Gosta da moda dos anos 70 e ama as músicas dessa época. Usa muito da auto aprendizagem. Ama ler. É fanático por Groucho Marx e pelos três patetas. É muito esportista. Pratica capoeira. Vai se envolver com Mar. E irmão de Luna e bisneto de Justina
- Leon Benitez: Tem o porta-retratos que pertenceu a Cielo. Quando ela lhe deu o objeto, disse: “Há objetivos que são para ser colocados no contexto”. Sua missão é salvar Paz. Está apaixonado por Martina, a filha de Márcio e Caridade. É muito mulherengo. Muitas vezes se sente invisível diante de todos.
- Márcio Perez Alzamendi: Tem o passarinho que pertenceu a Cielo. Quando ela lhe deu o objeto, disse: “Voe”. Lhe serviu para comunicar-se com os garotos enquanto esteve em coma e dessa forma pediu ajuda. Sua missão é salvar Paz. Continua apaixonado por Caridade, mesmo após sua morte. É pai de Martina, ele odeia que Zeca seja amigo dela e também é pai de Nachito. Está supostamente apaixonado por Stefy, ainda que basicamente isso não passe de uma confusão. Márcio e Stefy terão Nachito com os 22 anos de idade.
- Estefania Elordi: É a irmã de Mar. Tem a vela que pertenceu a Cielo. Quando ela lhe deu o objeto, disse: “Quando a luz acaba, é melhor ter uma vela em mãos”. Sua missão é salvar Paz. Esteve apaixonada por Márcio, mas depois entende que eles devem ser apenas amigos. Continua apaixonada por Luca. Ela é Nick Rivers, uma das espiãs de "Céu Aberto". Aos 22 anos, terá um filho com Márcio, o pequeno Márcinho
- Simon Arrechavaleta: Tem o diapasão que pertenceu a Cielo. Quando ela lhe deu o objeto, disse: “Dizem que isso serve para afiar. Mas eu digo que isso serve para escutar. Quando falarem no seu ouvido, faça som com isso”. Luca ocupou seu diasapão para ouvir umas vibrações muito estranhas no Colégio Mandalay. Sua missão é salvar Paz. Está apaixonado por Sol e Melody, mas logo acaba se interessando por Valéria. É muito neurótico. Sol o define como O Pequeno Príncipe do conto, mas João Cruz não está tão seguro de que Simon seja o verdadeiro pequeno príncipe.
- Melody Paz: Tem o colar que pertenceu a Cielo. Quando ela lhe deu o objeto, disse: “Há detalhes que nos diferenciam”. É um pouco arrogante. Sua missão é salvar Paz. Está apaixonada por Simon, mas decide tentar algo novo com Tato. É rival de Sol. Começa a sair com Téo.
- Luca Franchini: Tem a bússola que pertenceu a Cielo. Quando ela lhe deu o objeto, disse: “Para que nunca percas o caminho”. Sua missão é salvar Paz. Está no grupo "Céu Aberto", mas segue mentindo. Continua apaixonado por Stefy, porém lhe custa admitir, já que não quer reatar com a garota, que considera vazia.
- Justina Medarda Garcia: Arrependida de suas maldades, Justina viaja ao futuro com os garotos, e é a Mãe de Luna e Pedro. Retorna ao passado com Caridade, mas acaba assassinada.
- Francisca Zanata: É muito sensível, e muito sociável. Usa óculos, pois sem eles não vê nada. Tem de várias cores. Tem um sorriso incrível. Sempre luta sem desistir. Tem um serviço, que é o de restaurar livros. Ela chama de “ressuscitar”. E faz isso com todos os produtos orgânicos, porque tem uma obsessão: cuidar da natureza. Tem uma especialidade: os origamis e um hobby: escrever poemas. Se apaixona por Rama.
- Jaime: É metido, muito desobediente e manipulador. Esperto em tecnologia. Tem una energia impressionante. Sempre se mostra ser divertido e disposto. Muito ambicioso. Ama os filmes de espionagem. Tem toda a coleção de James Bond. Ama a vida boa. É elegante, com muito estilo e muito educado. Pratica a arte de esgrima com perfeição. Ama os relógios, é fanático.
- João Dalmasio: É dramaturgo. É muito culto. Tem uma inteligência incrível. Ama as histórias em quadrinhos, e as coleciona. Também escreve suas próprias histórias. Também ama o cinema. Seu autor preferido é Shakespeare, diz que foi o primeiro roteirista da história, pelo modo em que estruturava suas obras. Escolhe muito bem as palavras ao falar. É fanático por xadrez. É muito masculino e se veste muito bem. Tem muita classe. É um pouco manipulador. E pai de Luna e Pedro mas não sabe pois Justina esconde isso dele.
- Caridad Martina Costa: Tinha o Dado que pertenceu a Cielo, quando ela lhe entregou lhe disse: “Nada é azarento”. Sua missão é salvar a Paz. Se adaptou muito bem ao futuro, foi uma das primeiras a aceitar e gostar da situação. Esteve apaixonada por Márcio, mas morreu depois de que João Cruz abandonou seu corpo, justo no momento em que disse a Márcio que aceitava casar-se com ele, mas quando voltarem ao passado, a menina estará com vida. Sua morte não será em vão, pois sendo uma guardiã de Eudamón possui uma alma muito pura que afeta a alma de JC como se fosse uma doença. A chamavam de "Caipira". É mãe de Martina. Ela recebeu a Tina quando voltou a 2009.
- Martina Pérez Alzamendi: Tem 14 anos. É a filha de Márcio e Caridade. Vive apelidando de "gaúcho" para Caridade e "Man" para Márcio. É a namorada de Zeca, mas não suporta o jeito mulherengo dele e por isso vivem brigando, adora futebol.
- Liz Inchausti/Emma Valner/Chefe dos Ministros: É a grande vilã da terceira temporada. Quando pequena, era a doce Liz, irmãzinha de Cielo. Fora sequestrada pela Corporação Nova Era Digital, que lhe implantara um chip para que perdesse a memória e criasse lembranças falsas. Sendo assim, Liz se tornou uma pessoa cruel e mal-amada, treinada para o mal. Vingativa e perigosa, Liz ativa uma bomba, que explode em Bahía do Príncipe, no final da terceira temporada, sequestrando os escolhidos: Mar, Rama, Jasmim, Zeca, Márcio e Hope.

### Quarta temporada
- Thiago Bedoya Aguero: É o líder do grupo 'Resistência'. Apaixonado por Mar, com sua ausência, começa a sentir-se atraído pela selvagem Nina. Depois de pensar que Mar e o resto dos garotos lhes traíram, começa uma relação com Nina. É o guardião da esperança e o responsável por resgatar os garotos do NE e levar todos de volta ao seu tempo real (2010). Se casa com Mar em segredo. Terá que desvendar muitos segredos e cumprir sua missão. É o pai de Bruno Bedoya Aguero, o menino que precisa nascer para que possa haver paz.
- Marianella Molina Prado Rojo: Depois de ser capturada por Liz, lhe é implantado um chip para que perca a memória e passe a ter lembranças falsas. Assim, Mar odeia Thiago por pensar que ele é um selvagem que matou seus pais no passado. Se interessa por Simon novamente, e os dois iniciam um relacionamento. É a melhor amiga de Jasmin. Mar foi a última que se despertou e isso porque Liz disse que seria impossível. Tentaram apagar a memória dela 4 vezes, mas nenhuma dessas 4 vezes funcionou: Mar sempre se lembrava de Thiago, pois a ligação deles não havia somente na memória, mas também no coração e na alma de cada um. Então, ao invés de mudarem suas memórias, limparam completamente seu cérebro e implantaram novas memórias, o que pode explicar o fato dela ser meio "tonta". Mesmo sem estar despertada, Mar acreditou no que a Resistência disse e voltou a namorar Thiago, com quem se casou em segredo. No final da temporada fica grávida de Thiago, seu filho se chama Bruno (em homenagem a Simon Bruno), que mais tarde se transformaria em Tic Tac.
- Ramiro Ordoñez: É integrante do NE. Também foi rastreado, e em sua nova vida, é esnobe e fútil. Trabalha como assistente de Liz, a quem considera uma grande mulher. Quando fica sabendo da verdade, não acredita em Hope e a acusa de ser uma louca e selvagem. Sofre muito com o romance de Simon e Valéria e a suposta morte de Kika.
- Jasmin Romero: Também foi rastreada e mora no NE. Ela e Mar são grandes amigas, mas duas patricinhas. No início da quarta temporada, Jasmin tem uma rixa com Mar. É estilista. No futuro, Jasmin teve uma filha com Tato: é Alai, a filha adotiva de Liz, namorada de Zeca.
- Juan Morales: É membro da Resistência. Sofre muito crendo que sua amada Jasmin está morta. Vive um romance com Melody, que está grávida de Téo. Se sente atraído por uma menina misteriosa (a Chapeuzinho Verde), sem saber que ela é Jasmin. Fará de tudo para reconquistá-la.
- Valéria Gutiérrez: Integrante da Resistência, estava vivendo um apaixonante romance com Simon, mas foram separados pelo governo, pois Simon foi levado para dentro do muro. É a primeira a ficar sabendo a verdade sobre os garotos do NE. Após ser levada pelo governo reencontrou Simon.
- Liz Inchausti /Chefe dos Ministros: Continua fria, perversa e cruel. Cumpriu seus objetivos depois da explosão da bomba: sequestrou os escolhidos, lhes implantou chips e agora todos vivem no NE, numa felicidade manipulada. Liz trabalha para a Corporação Nova Era Virtual, que é ldierada pelo perigoso e enigmático Senhor Jay. Liz fará de tudo para impedir a entrada dos selvagens em sua urbe, e tentará manter Thiago e Mar, bem afastados. A amargurada Liz começa a mudar sua forma de agir e pensar, quando reencontra Cristiano, agora adulto.
- Cristiano Bauer: O filho de Nico reaparece, agora adulto, após um acidente que quase tira a vida de Nina, filha adotiva de Liz. É um importante resistente, inimigo do governo e que após descobrir a realidade de sua amada Liz, fará de tudo para conseguir salvar a vilã de si mesma.
- Esperança Bauer: Forma parte do NE, mas seu rastreamento não foi bem-sucedido. Vive na felicidade manipulada e finge odiar os selvagens, mas na verdade é cúmplice deles e se lembra de tudo. Para esquecer Téo, se envolve com Nerdito. Assim que Rama desperta, cria com ele um plano para tentar fazer com que os demais moradores do NE recuperem a memória.
- Téo Gorki: Chefe da Guarda Civil da urbe. Foi namorado de Melody, com quem teve um filho. Tem uma vida dupla: o suposto herói campeão de uma guerra, e Matias, o herói rebelde que quer cantar. Liz aproveita-se disso para manipular e infernizar sua vida. É apaixonado por Jasmin e Liz. Após despertar, torna-se membro da Resistência e reencontra Melody e seu filho pequeno.
- Zeca: É o garoto mais popular do NE, puxa-saco de Liz. Os dois mantêm uma relação de cumplicidade, até o momento em que Zeca descobre-se completamente apaixonado por Alai, a filha adotiva de Liz. A vilã fará de tudo para impedir que os dois fiquem juntos.
- Márcio Perez Alzamendi: Foi capturado e rastreado pelo governo. Em sua nova vida, é pobre, e seus pais foram empregados dos pais milionários de Mar. Se apaixona por Stefy, mesmo ela sendo uma selvagem. Com a suposta morte de Mar, Márcio acaba despertando, pois se lembra do dia em que Caridade morreu em seus braços.
- Stefania Elordi: A vice-líder da Resistência. Rompeu com Luca depois de ser enganada por ele e Terra, uma ex-do garoto. Junto a Thiago, sofre muito por não saber nada de Mar. Terra torna-se integrante da Resistência, o que faz Stefy abandonar o grupo e acabar sendo capturada pelo NE, onde apaixona-se por Márcio.
- Simon Bruno Rodríguez Arrechavaleta: Era membro da Resistência e estava vivendo um lindo romance com Valéria. Mas foi capturado por Téo em sua lua-de-mel, levado ao NE e lá lhes foram implantadas novas e falsas lembranças. Tem um envolvimento com Mar novamente, e por causa do rastreamento, sofre de uma doença que pode levá-lo a morte (por isso Mar não se separava dele). Passou a trabalhar como um agente do NE e viveu como um agente duplo, pois ajudava a NE e a Resistência ao mesmo tempo.
- Melody Paz: Integrante da Resistência, está grávida de Téo. Mas como não tem notícias dele, acaba se envolvendo com Tato. Não gosta de ser tratada como doente. Dá à luz um menino, Amado.
- Luca Franchini: Membro da Resistência, assim como todos, quer destruir o governo e resgatar seus amigos. Engana sua namorada Stefy com sua ex-Terra, o que leva o fim de seu romance. Entretanto, Luca continua apaixonado por Stefy e faz de tudo para recuperá-la. É traído por ela, e sofre muito.
- Francisca Zanata: Vivia como uma selvagem, até encontrar Thiago e entrar para a Resistência. Torna-se amigas de Nina, e uma hacker. Reencontra Rama, e após passar uma noite com ele, é assassinada por Simon. No entanto, mais tarde descobre-se que Kika está viva e seu corpo está congelado, pois estava sendo estudado. Ela acaba sendo resgatada.
- Sebastian Cura: Filho adotivo de Cielo e Nico. O arqueólogo e a bailarina o adotaram cinco anos depois de seus pais verdadeiros serem assassinados por João Cruz. É chamado carinhosamente por todos por Torito, e possui síndrome de Down. Pessoas como ele foram excluídas das urbes.
- Johnny: Antigo aluno do Colégio Mandalay, encontra Simon e Valéria e abriga todos os selvagens em sua casa, onde formam a Resistência. Adora cantar, dançar e tocar violão.
- Germina Inchausti: Filha adotiva mais velha de Liz, é rebelde e cruel. Para afrontar a mãe, deixa a urbe para se tornar integrante da Resistência, onde se encanta por Thiago e faz de tudo para conquistá-lo, até perseguir Mar e inventar mentiras a respeito da garota para Thiago. Depois, descobrem que ela é um clone de Rose, filha de Simon e Valéria, criada a mando do Sr. Jay.
- Alai: Filha adotiva mais nova de Liz e Chris, tem um envolvimento amoroso com Zeca e tem muitos conflitos com a suposta mãe. Seus pais verdadeiros são Tato e Jasmin.
- René: É a encarregada de monitorar os residentes da urbe. Assim como os outros, ela também passou pelo processo de rastreamento. René é profissional com computadores, e acaba se apaixonando por Jhonny. Mas a chama de RE-Neee, pois diz que ela é a mais NE (Nova Era).
- Paloma: Tem 13 anos. É uma selvagem e mora no bosque. É a primeira a encontrar Zeca quando ele sai da urbe pela primeira vez. Se torna uma grande amiga de Stefy e Melody, já que estas a ajudam a entender questões sobre a puberdade. Acaba capturada pelo governo, e em sua nova vida, é irmã de Stefy e pertence a uma família real vinda da Europa.
- Senhor Jay: Chefe mundial de ministros e o grande vilão da história. Chefe de Liz e da Corporação Nova Era Digital. Sua identidade oculta é o principal mistério da quarta temporada. Senhor Jay pode ser qualquer um dos jovens que vivem ou na Resistência ou no NE, porém em sua versão adulta, do ano 2031. É sem escrúpulos, frio, odeia Thiago, quer vê-lo afastado de Mar e planeja assassiná-lo a qualquer custo; no final sua identidade é revelada e ele é mostrado como Simon, no futuro.
- Professor: É um homem muito misterioso que dá aulas de Literatura, Filosofia, Sociologia e Pensamento Lateral aos garotos. É uma peça-chave para a resolução dos principais mistérios da história, foi mandado por Tic Tac para auxiliar os meninos do futuro, ele é na realidade Thiago.
- Gonçalo: Médico e amigo de Nina. Foi um espião que o governo infiltrou na Resistência, até que acabou desmascarado e expulso.
- Valentina: É uma atriz e cúmplice da Chefa de Ministros. Sua missão é deixar Rama apaixonado por ela. Faz parte da armadilha criada pelo governo para prejudicar Tato, fazendo-o pensar que matou sua suposta irmã gêmea Solita, que na verdade trata-se dela mesma. É uma farsa, está infiltrada no NE.
- Terra: Ex-namorada de Luca, continua apaixonada por ele, é integrante da Resistência e faz de tudo para separá-lo de sua rival Stefy.
- Bruno Bedoya Aguero: Filho de Thiago e Mar. Ele tem o poder de fazer coisas levitarem, é extremamente inteligente e super sensitivo. Quando Paz voltou de Eudamon, Mar, que estava grávida, foi atingida por um raio do portal, por isso ele se torna Tic Tac no futuro.

## Outras mídias

### Teatro
A partir de junho de 2007, a novela ganhou uma versão teatral, e foi mostrada em 4 temporadas.

### DVD
| # | Título                                      | Temporada |
| - | ------------------------------------------- | --------- |
| 1 | Las coreos y los clips de Casi ángeles 2007 | 1         |
| 2 | Casi Ángeles en vivo - Gran Rex 2007        | 1         |
| 3 | Las coreos y los clips de Casi ángeles 2008 | 2         |
| 4 | Casi ángeles en vivo – Gran Rex 2008        | 2         |
| 5 | Las coreos y los clips de Casi ángeles 2009 | 3         |
| 6 | Casi Ángeles en vivo - Gran Rex 2009        | 3         |
| 7 | Teen Angels en vivo - Israel 2009           | 3         |
| 8 | CD+DVD Teen Angels                          | 4         |

### Livros
No dia 1 de julho de 2010 foi publicado o primeiro livro da novela, "Casi Ángeles - Las isla de Eudamon" (Quase Anjos - A Ilha de Eudamón), que retrata as histórias da primeira temporada da série e como se originou a banda Teen Angels, respondendo vários questionamentos das temporadas da novela. Em 2010 ainda foi publicado outro livro, "Resiste - Clave para encontrar tu llave" (Resiste - A chave para encontrar sua chave), sendo Best Seller na Argentina, produzido pela Cris Morena Group, RGB Entretenimento e Editora Planeta. Este livro retrata frases off's que eram exibidas nos capítulos das temporadas da novela. Em dezembro de 2011 foi publicado o terceiro livro da novela, "Casi Ángeles - El hombre de las mil caras" (Quase Anjos - O homem das mil caras"), livro da segunda temporada.

## Exibição no Brasil
A novela estreou na Band no dia 15 de março de 2010 às 20h15, substituindo Isa TKM. A primeira temporada não foi exibida, apenas um compacto com os dois últimos capítulos da temporada, que foi dividido entre os capítulos 1 e 2. A segunda temporada inicia-se a partir do capítulo 3. Devido aos baixos índices, a emissora vendeu o horário da novela para o pastor R.R. Soares e a novela foi transferida para 9h15 da manhã a partir de 26 de abril de 2010. O último capítulo da temporada foi exibido no dia 24 de dezembro de 2010 e a novela foi substuída por Isa TK+.
Em janeiro de 2011, a emissora anunciou que reprisaria a temporada pela tarde, às 15h. A intenção era exibir a terceira temporada (tratada como a segunda pela emissora) logo após o fim da primeira, a partir do dia 9 de maio de 2011, mas como a audiência não correspondeu ao esperado pela emissora, a estreia foi cancelada e com o fim da reprise da segunda temporada, a novela foi substituída pela série Família Dinossauro.
A terceira temporada estreou no dia 13 de junho de 2011, mas devido ao forte conteúdo inadequado para menores de 12 anos, a emissora cortou várias cenas para receber o selo de 10 anos. Mas devido a audiência inferior a temporada anterior e à Isa TK+, a Band cancelou a exibição da novela e o último capítulo foi exibido no dia 18 de novembro, tratando o capítulo 97 como o último (no total, a temporada tem 140 capítulos).

## Quase Anjos - O Musical
Com o fim da segunda temporada no dia 24 de Dezembro de 2010, a Band anunciou a exibição de um especial de natal intitulado "Quase Anjos - O Musical" no mesmo dia, mas à noite, às 20h15. Cogitava-se a possibilidade de ser o pocket show da banda Teen Angels realizado pela emissora em maio do mesmo ano, mas quando as chamadas começaram a ser exibidas foi possível identificar que seria a exibição da turnê da temporada, que foi lançada em DVD na Argentina com o título Casi Ángeles En El Teatro Gran Rex 2008.
O show foi exibido dublado com os mesmos dubladores da novela enquanto as músicas foram ao ar de forma legendada. O especial ficou em quarto lugar na audiência, registrando 1.4 pontos e picos de 2. Foi o único show do grupo exibido pela emissora.

## Dublagem no Brasil
A lista a seguir mostra os dubladores da Band. A telenovela foi dublada no estúdio Dublavídeo, e conta com a direção de Leonardo Camilo e a tradução de Rachel Gardim Vieira. a Dublavídeo dubla a terceira temporada da novela (no Brasil, a segunda temporada).
- Cielo – Letícia Quinto
- Nico - Alfredo Rollo
- Paz – Letícia Quinto
- Camilo – Fábio Lucindo
- Jaz - Tatiane Keplmair
- Mar – Priscilla Concepcion
- Tato - Vagner Fagundes
- Rama – Rodrigo Andreatto
- Thiago – Michel Di Fiori
- Melody – Samira Fernandes
- Malvina - Fernanda Bullara
- Bartolomeu – Elcio Sodré (1.º capítulo) / Eudes Carvalho (recorrente)/Spencer Toth (3.ª voz) / Luiz Laffey (voz final)
- Justina – Denise Reis
- Felicidade – Denise Reis
- Márcio - Thiago Keplmair
- Caridade – Andressa Andreatto
- Zeca - Ítalo Luiz
- Murilo – Bruno Marçal
- Stefy – Priscila Ferreira
- Luca – Felipe Zilse
- Simón – Thiago Longo
- Valéria – Kate Kelly
- Neto – Yuri Chesman
- Aleli - Bianca Alencar
- Liz – Agatha Paulita
- Matt - Hermes Baroli
- Franka - Lene Bastos
- Charles – Elcio Sodré
- Tic Tac – Ricardo Sawaya
- Salvador - Wendel Bezerra
- Esperança - Arlete Montenegro
- Berta – Rosa Baroli
- Paula – Leila Dhi Castro
- Corina - Fátima Noya
- Hernande – Alex Wendel
- Mila – Layra Campos
- Agnes – Tess Amorim
- Luly - Jussara Marques
- Lila – Andressa Andreatto
- Lala – Luciana Baroli
- Bueno - Francisco Brêtas
- Toni – Rodrigo Araújo
- Francis - Paulo Celestino
- Joarez – Ivan Garcia
- Rosalito – Isaura Gomes
- Pedro – Bruno Mello
- Sol - Tarsila Amorim
- Teo – Gabriel Noya
- Jose – Diego Lima
- Hope (Adulta) - Luciana Baroli
- Jayme – Raphael Ferreira
- Luna – Marina Sirabello
- João Cruz – Fábio Lucindo

## Prêmios
Prêmio Martín Fierro 2007
- Indicado a melhor Programa Infantil/Juvenil.
- Indicado a melhor Atriz protagonista de comédia (Emilia Attias).[7]

Prêmio Clarín 2008
- Indicado à melhor trilha sonora.[8]

Prêmios Pronto 2008
- Venceu a categoria de Melhor Série Juvenil.[9]
- Venceu a categoria de Melhor Atriz (Emilia Attias)
- Venceu a categoria de Melhor Ator (Nicolás Vázquez)
- Venceu a categoria de Revelação (Gimena Accardi)

Prêmio Martín Fierro 2010
- Venceu a categoria de melhor programa Infantil/Juvenil

Prêmios Pronto 2010
- Venceu a categoria de Melhor Série Juvenil.
- Venceu a categoria de Melhor Atriz Juvenil (Lali Espósito)
- Venceu a categoria de Melhor Ator Juvenil (Juan Pedro Lanzani)

## Prêmios e indicações
| Ano  | Prêmio                         | Categoria                                          | Resultado |
| ---- | ------------------------------ | -------------------------------------------------- | --------- |
| 2007 | Martín Fierro Awards           | Melhor atriz em comédia (Emilia Attias)            | Indicado  |
| 2007 | Martín Fierro Awards           | Melhor série juvenil                               | Indicado  |
| 2008 | Martín Fierro Awards           | Melhor série juvenil                               | Venceu    |
| 2008 | Martín Fierro Awards           | Melhor ator em comédia (Nicolás Vázquez)           | Indicado  |
| 2008 | Clarín Awards                  | Melhor trilha sonora (com o disco dos Teen Angels) | Indicado  |
| 2009 | Martín Fierro Awards           | Melhor série juvenil                               | Venceu    |
| 2009 | Los 40 principales - Espanha   | Melhor artista da Argentina (Teen Angels)          | Venceu    |
| 2009 | Pronto Awards                  | Melhor atriz juvenil (Lali Espósito)               | Venceu    |
| 2010 | Pronto Awards                  | Melhor atriz juvenil (Lali Espósito)               | Venceu    |
| 2010 | Martín Fierro Awards           | Melhor ator juvenil (Peter Lanzani)                | Venceu    |
| 2010 | Martín Fierro Awards           | Melhor série juvenil                               | Venceu    |
| 2010 | Los 40 principales - Argentina | Melhor artista Argentino (Teen Angels)             | Venceu    |
| 2011 | Kids Choice Awards Argentina   | Vilão favorito (Benjamín Amadeo)                   | Indicado  |
| 2011 | Kids Choice Awards Argentina   | Banda/Cantor Latina Favorito (Teen Angels)         | Venceu    |